# San Francisco (volcan)
Pour les articles homonymes, voir San Francisco (homonymie).
Le San Francisco est un volcan considéré comme éteint, d'Argentine (province de Catamarca) et du Chili (région d'Atacama), situé à quelque 7 kilomètres au sud-est du col frontalier du Paso de San Francisco. Il se trouve de ce fait à une quinzaine de kilomètres du Falso Azufre qui constitue le rebord nord-ouest de ce col, et comme ce dernier, il fait frontière entre les deux pays.

## Géographie
Il est entouré d'une série d'autres hauts volcans andins, certains éteints, d'autres actifs. Avec le Falso Azufre (5 906 m, situé plus ou moins 15 km au nord-ouest), il enserre le défilé où passe la route nationale 60 argentine qui communique avec la route 106 du Chili, et qui relie Córdoba et Buenos Aires à Copiapó près du Pacifique chilien.
Plus loin, au nord-est, sont situés le Dos Conos (« Deux cônes ») et le Peinado. À l'ouest, en territoire chilien, se trouve un lac appelé Laguna verde (« lagune verte »), situé dans une dépression qu'il entoure avec les volcans suivants : le Falso Azufre, le Nevado Incahuasi (6 638 m), le El Fraile (6 068 m) et le El Muerto (6 488 m). Ces trois derniers appartiennent à la chaîne volcanique enneigée et sans nom défini, qui s'étend d'est en ouest sur une bonne cinquantaine de kilomètres le long de la frontière argentino-chilienne aux environs des 27° de latitude sud. Cette chaîne court depuis le Nevado Incahuasi jusqu'au Nevado Tres Cruces (6 749 m), et comprend une bonne partie des géants des Andes.